# Chicago Sky 2006
La stagione 2006 delle Chicago Sky fu la 1ª nella WNBA per la franchigia.
Le Chicago Sky arrivarono settime nella Eastern Conference con un record di 5-29, non qualificandosi per i play-off.

## Roster
| N° | Naz.                    | Ruolo | Sportivo           | Anno | Alt. | Peso |
| -- | ----------------------- | ----- | ------------------ | ---- | ---- | ---- |
| 2  | Stati Uniti (bandiera)  | G     | Chelsea Newton     | 1983 | 180  | 68   |
| 4  | Stati Uniti (bandiera)  | AC    | Candice Dupree     | 1984 | 188  | 73   |
| 5  | Stati Uniti (bandiera)  | G     | Elaine Powell      | 1975 | 175  | 67   |
| 11 | Stati Uniti (bandiera)  | G     | Jia Perkins        | 1982 | 173  | 70   |
| 12 | Canada (bandiera)       | GA    | Stacey Dales       | 1979 | 183  | 70   |
| 14 | Stati Uniti (bandiera)  | G     | Coretta Brown      | 1980 | 175  | 68   |
| 15 | Stati Uniti (bandiera)  | G     | Nikki McCray       | 1971 | 180  | 72   |
| 21 | Stati Uniti (bandiera)  | A     | Brooke Wyckoff     | 1980 | 185  | 83   |
| 23 | Stati Uniti (bandiera)  | A     | Deanna Jackson     | 1979 | 188  | 70   |
| 24 | Stati Uniti (bandiera)  | A     | Amanda Lassiter    | 1979 | 185  | 73   |
| 32 | Stati Uniti (bandiera)  | A     | Stacey Lovelace    | 1974 | 193  | 77   |
| 33 | Stati Uniti (bandiera)  | GA    | Katie Cronin       | 1977 | 183  | 70   |
| 43 | Stati Uniti (bandiera)  | C     | Ashley Robinson    | 1982 | 193  | 82   |
| 50 | RD del Congo (bandiera) | C     | Bernadette Ngoyisa | 1982 | 193  | 88   |
| 52 | Stati Uniti (bandiera)  | A     | Liz Shimek         | 1984 | 185  | 88   |

## Staff tecnico
- Allenatore: Dave Cowens
- Vice-allenatore: Steven Key
- Preparatore atletico: Georgia Fisher